# 香港2011年9月

## 9月26日
- 外交部駐港特派員公署稱，美國駐香港總領事館不僅就香港政制發展問題，向特區政府提出帶有干涉性的意見，美方行為超出國際法規定職能，中方要求美方停止此行為，不要在香港搞政治上的小動作。 特派员公署網頁

## 9月29日
- 颱風納沙迫近香港，天文台在上午4時40分八號熱帶氣旋警告信號。
- 新蒲崗太子道東700號附近大廈有一幅10米乘10米的棚架倒塌，2人受傷。 現場一段太子道東要全線封閉。
- 柴灣海面一艘工程船錨鏈斷裂，工程船隨浪撞向岸邊，撞毀一列圍欄。警方及消防在場戒備，杏花邨49座部分居民要暫時疏散。